# Somló Sándor
Somló Sándor, eredetileg mogyorósi és bánóczi Hlavathy Ödön (Kapos, 1859. november 19. – Budapest, 1916. szeptember 2.) magyar színész, színházigazgató, drámaíró, Somló Sári szobrász édesapja. A Kisfaludy Társaság (1897) és a Petőfi Társaság (1899. december) tagja.

## Életpályája
Hlavathy János és Grenner Anna fiaként született. Apjától, aki a premontreiek jószágigazgatója volt, gondos nevelést kapott. Korán érdeklődött a történelem, a népmesék és dalok iránt. Iskoláit Ungváron és Pesten végezte. Pesten elragadta a színpad utáni vágy, abbahagyta az iskolát és Somló néven 1875-ben beiratkozott a Színészeti Tanodába. Szülei ezért megvonták tőle a támogatást, nélkülözött, másolásból és statisztálásból élt. Ekkor kezdett rendszeresen verseket írogatni, és színművek írásában Szigligeti Ede is bátorította. A színiiskola után, 1878-tól három évet Győrött töltött; itt adták elő első népszínművét, az Apa és fiút, de ezzel nem aratott sikert. Ezután az ország számos városában fordult meg; 1887-ben a pozsonyi Toldy Kör Gorgo című tragédiájának ottani sikeréért ezüst koszorúval tisztelte meg. 1893-ban a Nemzeti Színház tagja, 1902-ben igazgatója lett. Ebben az évben vették fel a Corvin Mátyás szabadkőműves páholyba. Rákosi Szidi színiiskolájában tanárként is működött, 1909-től az Országos Színművészeti Akadémia igazgatójaként működött. Felesége Vadnay (Stépán) Vilma volt. Sírja a Kerepesi úti temetőben áll (20/1-1(2)-58).
Mint színműíró számos pályadíjat nyert (MTA, Nemzeti Színház, Vígszínház), de színdarabjainak egy része kéziratban maradt. Romantikus színjátékai közül a Fra Girolamónak volt a legnagyobb sikere. Ebben Savonarola, a híres firenzei egyházi szónok tragédiáját dolgozta fel. Hőse küzd a nép boldogságáért, de híveiben csalódik; harcol az előkelők erkölcstelensége ellen, a pápasággal is szembeszáll, végül ellenségei máglyára viszik. A szombatosok hősei 17. századi erdélyi magyarok, Pécsi Simon és hittestvérei. Ez a történelmi színműve a komor jelenetek ellenére oldott hangulatban fejeződik be. Az író darabjaiban sok a képzelet szülte regényes elem, de témáit színszerűen dolgozza fel. Kedvelt módszere: egy-egy erős jellem belső átalakulásának bemutatása; hogyan lesz a tisztalelkű ember vétkessé, vagy ellenkezőleg, hogyan talál az erény útjára a bűneivel terhelt ember.

## Művei
- Költemények Budapest, 1878.
- Éjszakák Győr, 1880. (Költemények, 1890-ben Teleki-jutalmat nyert.)
- Első szerelem vígjáték három felvonásban. Budapest, év n. (1884.) (A gróf Teleki Alapítványból 100 arany pályadíjjal jutalmazták; bemutatták a budapesti Nemzeti Színházban 1885. március 29-én.)
- Bolyongás (1882–1892) Arad, 1893. (Összegyűjtött költeményei.)
- Az apród. A szerzetes. Falusi történet. Az arany fésű. Yorick. Budapest, 1893.
- Fra Girolamo Tragédia öt felvonásban. Az MTA Teleki- és a Nemzeti Színház Rökk Szilárd-pályadíjával koszorúzva. Budapest, 1896. (Színre került először a budapesti Nemzeti Színházban 1895. április 19-én.)
- Zsolt vezér ifjúsága Történeti vígjáték három felvonásban. Az MTA báró Bánffy Dezső- és a Nemzeti Színház Rökk Szilárd-pályadíjával koszorúzva. Budapest, 1897 (Bemutatója a Nemzeti Színházban 1896. május 8-án.)
- IV. István Történelmi tragédia öt felvonásban. Budapest, 1898. (Az MTA Kóczán-jutalmát nyerte.)
- A szombatosok Történelmi színmű három felvonásban. A Kisfaludy Társaság által báró Bornemissza Károly adományából jutalmazva. Budapest, 1899.
- A király leánya Tragédia. Budapest, 1915. (Az MTA Teleki-díjával és Ormody-jutalmával koszorúzott mű.)

Kéziratban: Apa és fiú című első népszínműve, előadták Győrött az 1870-es évek végén; Sirius című tragédiája és egy Prológ 1881-ben az egri színház megnyitására; 1885-ben Ovid című vígjátékával az MTA Teleki-díját nyerte el; Nagyravágyó című tragédiája 1889-ben Teleki-díjat nyert; Thököly Imre, dráma, 1890; Szerelem, tragédia, 1897; Királyi házasélet, vígjáték három felvonásban (bemutatója a Nemzeti Színházban 1899. január 20-án); Rege, tündérjáték, 1906; Fortuna szekere, vígjáték, 1913; Lélekvásár, színmű, 1915.)